# Mount Reimer
Mount Reimer ist ein 2430 m hoher Berg im westantarktischen Ellsworthland. Er ragt an der Südseite des Newcomer-Gletschers und 8 km südwestlich des Mount Warren im nördlichen Teil der Sentinel Range des Ellsworthgebirges auf.
Das Advisory Committee on Antarctic Names benannte ihn 1961 nach John D. Reimer (1929–2002) von der United States Navy, Fotograf der Flugstaffel VX-6 für die Erstellung von Luftaufnahmen der Sentinel Range zwischen dem 14. und 15. Dezember 1959.